# Irenäus Eibl-Eibesfeldt

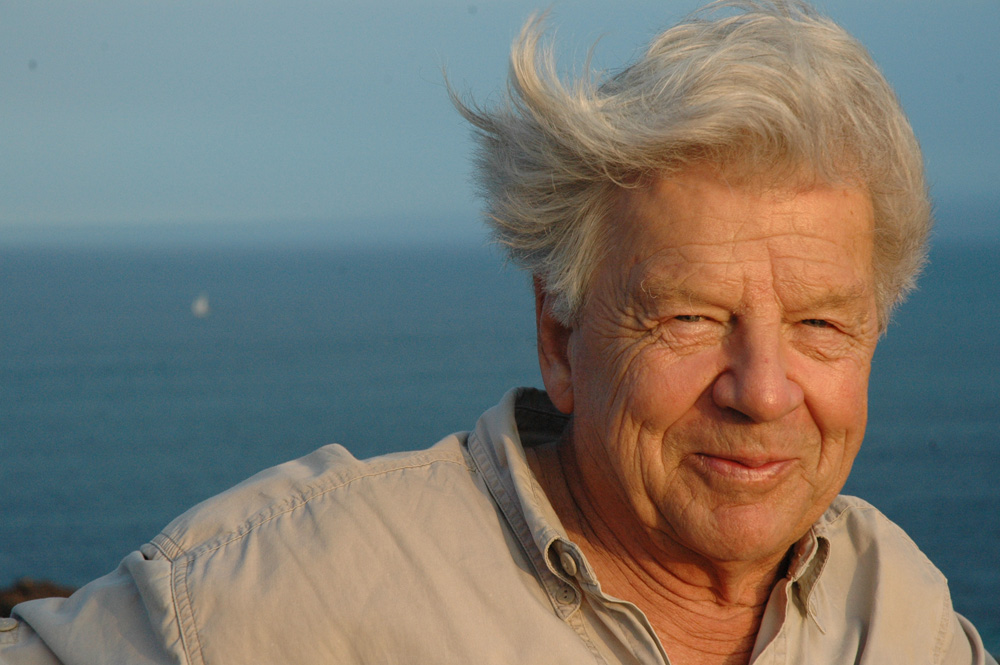
Irenäus Eibl-Eibesfeldt (2005)

Irenäus Eibl-Eibesfeldt (* 15. Juni 1928 in Wien; † 2. Juni 2018 in Starnberg) war ein österreichischer Zoologe, Evolutionsbiologe, Verhaltensforscher und Gründer des Fachs Humanethologie.
Gemeinsam mit Konrad Lorenz, Hans Hass und Otto Koenig erforschte er tierisches und menschliches Verhalten und setzte sich intensiv für den Naturschutz ein.
Er beschrieb als erster die Putzsymbiosen von Riffbarschen, das Turnierverhalten der Meerechsen und das Schwarmverhalten bei Fischen sowie das Verhalten einiger Arten wie des Putzerlippfisches (Labroides dimidiatus) und des Putzer-Nachahmers Aspidontus taeniatus. Auf Galapagos beschrieb er mehrere Unterarten der Meerechsen (Amblyrhynchus cristatus) und im Indischen Ozean einige Arten von Röhrenaalen.

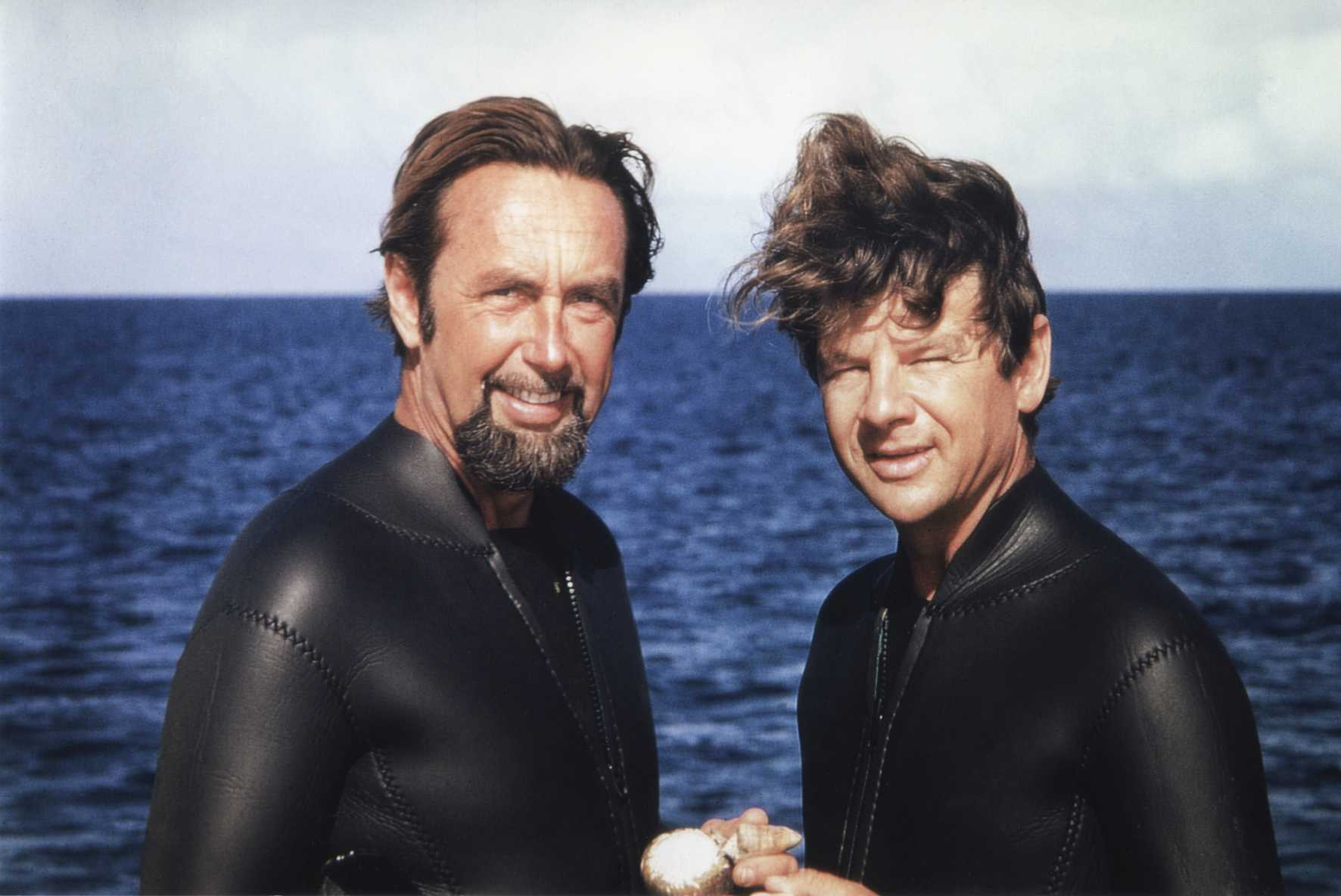
Eibl-Eibesfeldt (rechts) und Hans Hass (1972)

Zu den Erfolgen seiner Arbeit gehören die Erstellung des weltweit größten filmischen Dokumentationsprogrammes zum menschlichen Verhalten im Kulturenvergleich, die Entdeckung von Universalien im biologischen und kulturellen Verhalten des Menschen, die Errichtung einer Forschungsstation auf den Galapagosinseln und die Etablierung der Humanethologie als eines eigenständigen Wissenschaftszweiges.

## Leben

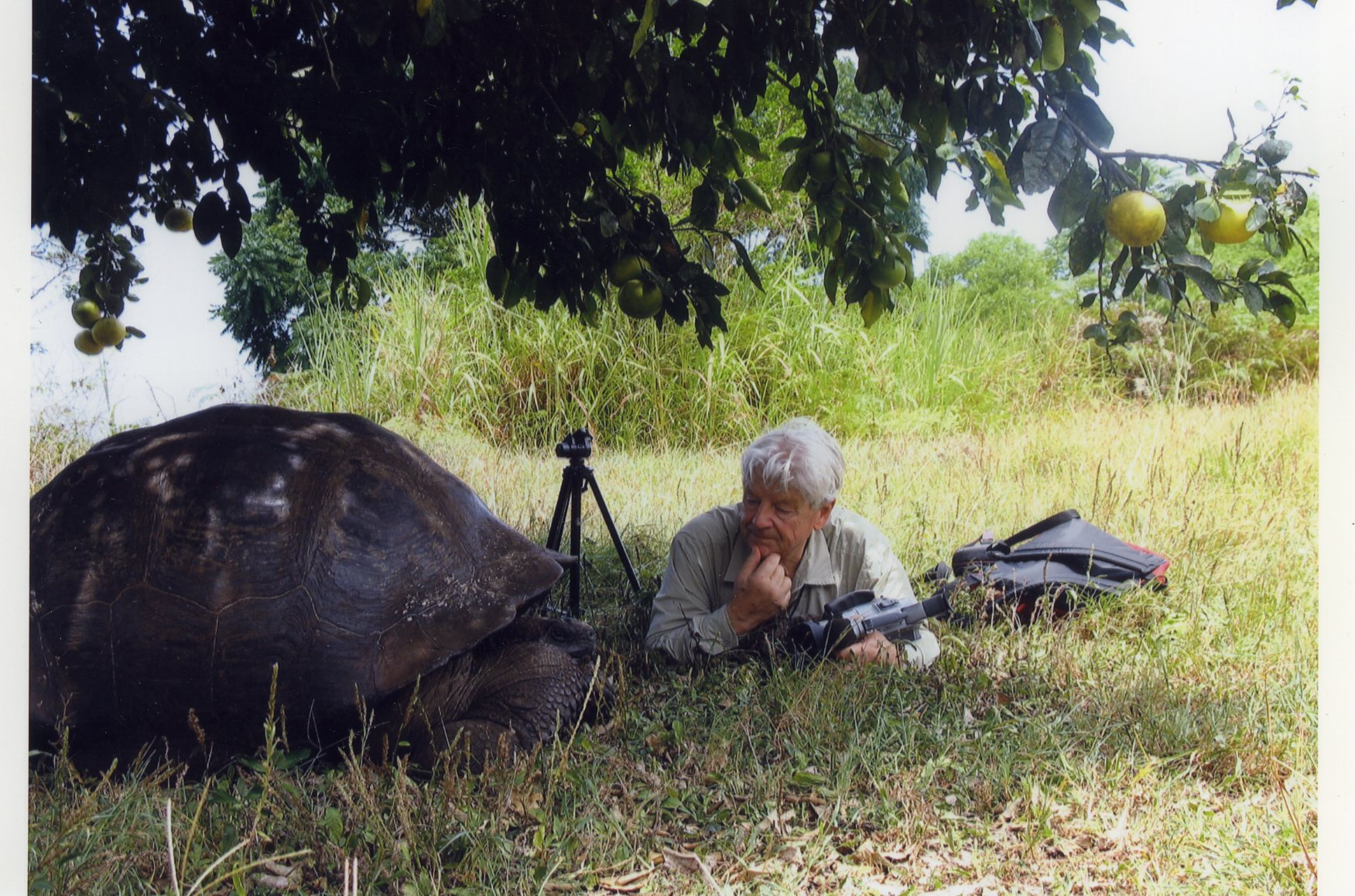
Eibl-Eibesfeldt auf den Galapagosinseln mit einer Riesenschildkröte (2006)

Irenäus Eibl-Eibesfeldt entstammte dem alten Regensburger Rittergeschlecht Eibl von Eibesfeldt. Sein Vater war Botaniker und lehrte Botanik an der Höheren Bundeslehr- und Bundesversuchsstation für Wein-, Obst- und Gartenbau in Klosterneuburg, seine Mutter war ausgebildete Kunsthistorikerin. Irenäus Eibl-Eibesfeldt wuchs in Kierling (heute Ortsteil von Klosterneuburg) auf, 1939 zog die Familie nach Wien. Bereits im Alter von zehn Jahren fing er an, sich für die Tierkunde zu interessieren und hatte dank seiner Eltern Zugang zu Zeitschriften wie Kosmos. Sein Vater starb im März 1941 an den Folgen eines Kriegsleidens aus dem Ersten Weltkrieg. Da sich nun seine Schulleistungen verschlechterten, wurde er in ein Internat eingeschult. Nachdem im Januar 1944 seine ganze Schulklasse zum Militärdienst einberufen worden war, wurde er nach vierwöchiger Ausbildung – mit 15 Jahren – Luftwaffen- und Flakhelfer in Breitenlee. In Phasen ohne Luftalarm wurden die Schüler in Breitenlee weiterhin von ihren Lehrern unterrichtet, was dazu beitrug, dass ihm sieben Jahre Gymnasialbesuch bescheinigt und die Kriegsmatura zuerkannt wurden. Daher konnte er bereits ab Mai 1945 an der weitgehend zerbombten, aber gerade wieder geöffneten Universität Wien sein Studium der Naturwissenschaften beginnen.
Eibl-Eibesfeldt studierte von 1945 bis 1949 an der Universität Wien Biologie, Physik, Zoologie und Botanik und war Schüler von Ludwig von Bertalanffy und Wilhelm von Marinelli, durch dessen zoologische Arbeitsgruppe er Otto Koenig kennenlernte, dessen Mitarbeiter er von 1946 bis 1949 war. Koenig hatte 1945 sechs leere Militärbaracken gegenüber von Schloss Wilhelminenberg eigenmächtig besetzt, das Gelände mit schriftlichen Zutrittsverboten umgeben und als Biologische Station Wilhelminenberg ausgewiesen, aus der später das heutige Konrad-Lorenz-Institut für Vergleichende Verhaltensforschung hervorging. Der Teich auf dem Gelände der „Station Wilhelminenberg“ trug maßgeblich dazu bei, dass Eibl-Eibesfeldt – nach der Lehramtsprüfung für Naturgeschichte und Physik – 1949 mit einer Studie zur Paarungsbiologie der Erdkröte (Bufo bufo) zum Dr. phil. promoviert wurde. In seiner Baracke zog er einen jungen Dachs auf und beschrieb unter anderem dessen Spielverhalten. Nachdem im Winter zahlreiche Mäuse in den Baracken Unterschlupf suchten, entstand seine erste Studie zum Verhalten von Nagetieren. Nachdem Konrad Lorenz 1948 aus sowjetischer Kriegsgefangenschaft nach Österreich entlassen worden war, nahm er Kontakt zu der kleinen Wilhelminenberg-Gruppe auf und hielt für sie Vorlesungen auf Grundlage des in der Gefangenschaft auf Zementsack-Verpackungen verfassten sogenannten „russischen Manuskripts“, das 1992 posthum aus dem Nachlass unter dem Titel Die Naturwissenschaft vom Menschen. Eine Einführung in die vergleichende Verhaltensforschung herausgegeben wurde. Zugleich entstand zwischen Eibl-Eibesfeldt und Lorenz eine enge freundschaftliche Beziehung, weswegen Eibl-Eibesfeldt bis 1950 zeitweise auch in Altenberg (Niederösterreich) am Institut für Vergleichende Verhaltensforschung von Konrad Lorenz tätig war, das ab Februar 1949 von der Österreichischen Akademie der Wissenschaften geführt wurde. Auf Initiative von Lorenz wechselte er 1951 gemeinsam mit Wolfgang Schleidt als wissenschaftlicher Assistent zur entstehenden Forschungsstelle für Vergleichende Verhaltensforschung am damaligen Max-Planck-Institut für Meeresbiologie im westfälischen Buldern. Ab 1956 war er im neugegründeten Max-Planck-Institut für Verhaltensphysiologie im bayrischen Seewiesen tätig.
1953–54 nahm er an der von Hans Hass geleiteten ersten Xarifa-Expedition in die Karibik und zu den Galapagosinseln teil. Er war fasziniert vom Artenreichtum der dortigen Ökosysteme und entwarf eine Denkschrift zum Schutz der Inseln. 1957 erfolgte im Auftrag der UNESCO und IUCN eine zweite Reise nach Galapagos zur Aufnahme und Dokumentation der ökologischen Situation. Seine Initiativen führten zur Gründung der Charles-Darwin-Forschungsstation auf Santa Cruz und zur Einrichtung von Schutzgebieten. 1957–1958 war er wissenschaftlicher Direktor der zweiten Xarifa-Expedition von Hans Hass in den Indischen Ozean, 1961 Gastprofessor an der University of Chicago (Dept. of Psychology). 1963 habilitierte er sich im Fach Zoologie (Verhaltensbiologie) an der Ludwig-Maximilians-Universität München, lehrte zunächst als Privatdozent, wurde 1969 dort zum außerplanmäßigen Professor für Zoologie ernannt, 1970 zum Professor. 1996 wurde er emeritiert. Ab 1997 war er Ordentliches Mitglied des Humanwissenschaftlichen Zentrums (HWZ) der Münchner Universität.
Die Expeditionen weckten sein Interesse daran, das menschliche Verhalten im Allgemeinen und die angeborenen Verhaltensweisen im Besonderen zu erforschen. Aus seinen Forschungsansätzen entwickelte sich mit der Humanethologie eine neue wissenschaftliche Disziplin.
1970 wurde Irenäus Eibl-Eibesfeldt in Seewiesen Leiter der Arbeitsgruppe für Humanethologie. 1971 erhielt er die Goldene Bölsche-Medaille der Kosmos-Gesellschaft. 1972 gründete er zusammen mit namhaften deutschen, österreichischen und Schweizer Naturwissenschaftlern und Publizisten wie Konrad Lorenz, Otto Koenig, Paul Leyhausen, Bernhard Grzimek, Horst Stern, Heinz Sielmann, Josef H. Reichholf und anderen die Gruppe Ökologie. Von 1975 bis 1996 leitete er die selbstständige Forschungsstelle für Humanethologie in der Max-Planck-Gesellschaft in Seewiesen.
Eibl-Eibesfeldt war Mitglied zahlreicher in- und ausländischer wissenschaftlicher Institutionen, darunter der Deutschen Zoologischen Gesellschaft, der Deutschen Akademie der Naturforscher Leopoldina, der American Association for the Advancement of Science, der Australian Forensic Society, der Südwestafrikanischen Wissenschaftlichen Gesellschaft und der Polnischen Akademie für Sexualforschung. Von 1986 bis 1993 war er Präsident der International Society for Human Ethology. 1990 gehörte er zu den Gründern der Europäischen Akademie der Wissenschaften und Künste und der Konrad-Lorenz-Gesellschaft für Umwelt- und Verhaltenskunde e. V. Zeitweilig war er auch Direktor des von ihm mitgegründeten Ludwig-Boltzmann-Instituts für Stadtethologie in Wien. Seit 1998 war er zudem Beiratsmitglied der Heinz-Sielmann-Stiftung. Er war Gründungsmitglied im P.E.N.-Club Liechtenstein.
1995 wurde Eibl-Eibesfeldt mit dem Großen Verdienstkreuz des Verdienstordens der Bundesrepublik Deutschland ausgezeichnet, 1998 mit dem Österreichischen Ehrenkreuz für Wissenschaft und Kunst I. Klasse. Er war Ehrendoktor der Universitäten Salamanca und Bologna.
Eibl-Eibesfeldt wohnte in Söcking und war seit Februar 1950 verheiratet mit Lorle Siegel, die er 1947 kennengelernt hatte als sie zur gleichen Zeit wie er an der Universität Wien Biologie studierte. Aus der Ehe gingen die Kinder Bernolf und Roswitha (1955–2022) hervor.

## Forschungsschwerpunkte

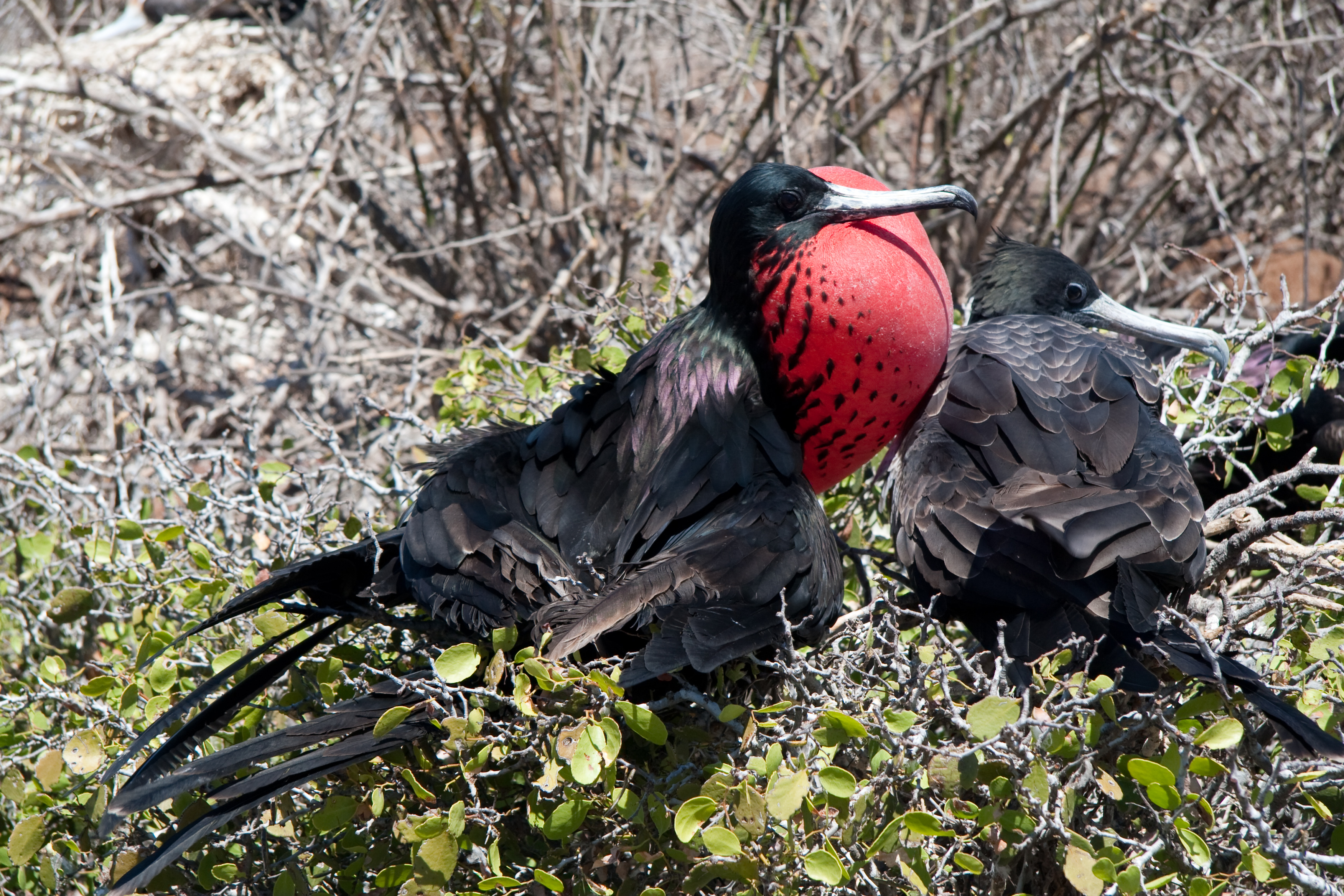
Ein Paar brütender Fregattvögel

Bereits auf den beiden Xarifa-Expeditionen standen Fragen der Kommunikation im Fokus seines Interesses. Er begann damit, so verschiedenartige Phänomene wie die Turnierkämpfe der Galápagos-Meerechsen, die von ihm entdeckten Putzsymbiosen der Korallenfische und die Zeremonien der Balz und Brutablösung der Fregattvögel und flugunfähigen Kormorane unter einem gemeinsamen theoretischen Aspekt zu studieren. Weitere Schwerpunkte seines Interesses bildeten Fragen der Verhaltensentwicklung und Ontogenese. Seine Experimente trugen entscheidend zur Klärung des Streits um das Angeborene im Verhalten der Säuger bei. Seine tierethologische Forschung schloss Eibl-Eibesfeldt mit dem „Grundriss der vergleichenden Verhaltensforschung“ 1967 ab (8. Auflage 1999).
Nach zwanzig Jahren der Forschung im Rahmen der Tier-Ethologie und Marinebiologie wandte sich Eibl-Eibesfeldt in den 1960er Jahren der Erforschung des menschlichen Verhaltens zu. Dabei ging es um die Frage, inwieweit sich Hypothesen zur Phylogenese von Verhaltensweisen auch auf das menschliche Verhalten übertragen ließen. Während zahlreicher Forschungsaufenthalte in Afrika, Südamerika und Ostasien untersuchte er unter anderem die Mimik diverser Volksstämme und wies Universalien nach, also universelle und mutmaßlich angeborene Gemeinsamkeiten, etwa beim Zeigen von Wut, Trauer, Erstaunen, Verlegenheit, Freude und selbst beim Grüßen (siehe: Augengruß).

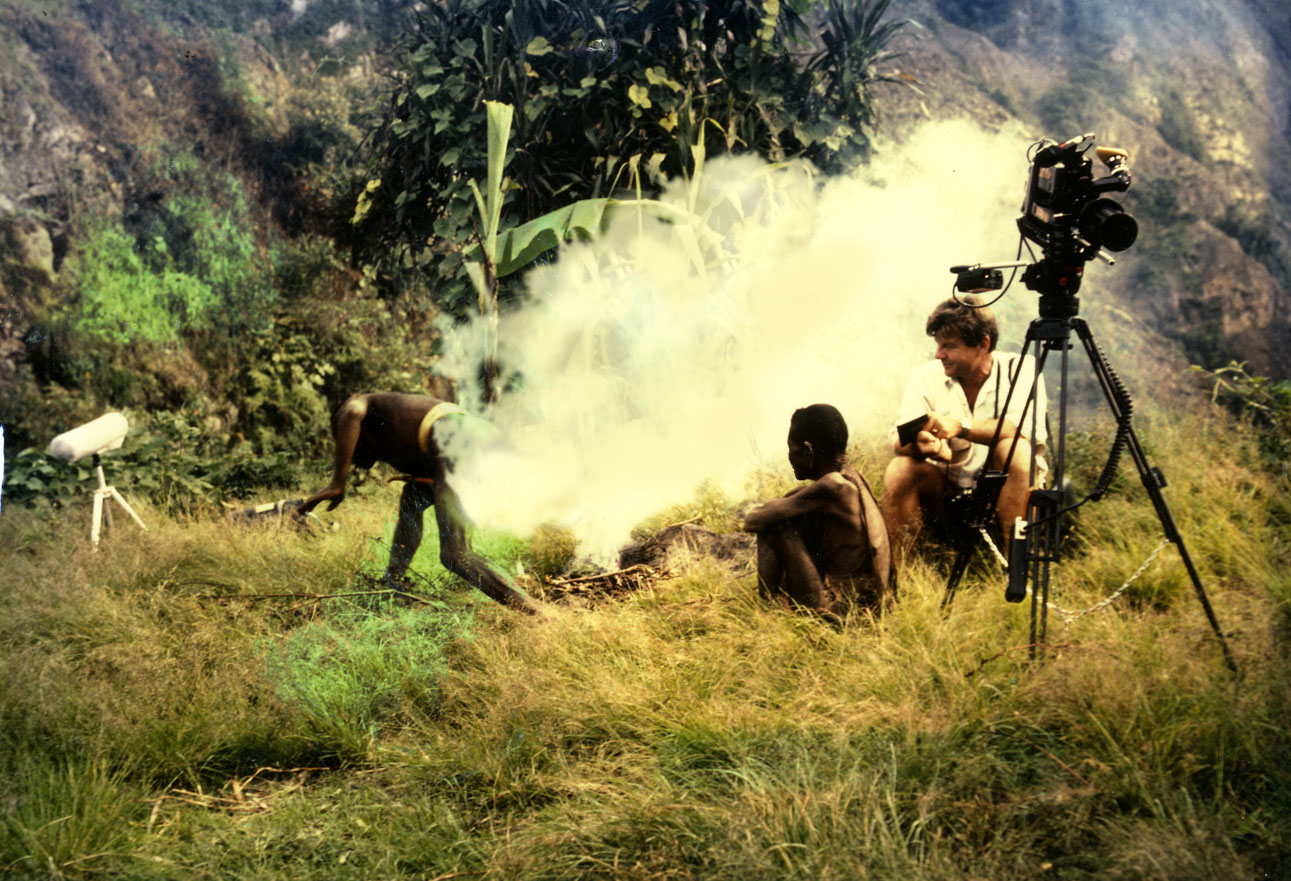
Feldaufnahme aus dem Jahr 1978 in West-Neuguinea

„[I]m Ererbten [finden wir] eine uns Menschen verbindende Bezugsbasis. Kulturell sind wir Menschen voneinander oft so getrennt, als wären wir verschiedene Arten, biologisch dagegen verkörpern wir eine Einheit. Wir teilen gewisse universelle Verhaltensweisen ebenso wie bestimmte ethische Normen. Wir gleichen einander über die Kulturen hinweg in wesentlichen Punkten unserer Motivationsstruktur ...“

Seine Studien mit taub und blind Geborenen und sein kulturvergleichendes Forschungsprogramm zu menschlichem Verhalten trugen entscheidend zur Etablierung der Humanethologie als Verhaltensbiologie und Teildisziplin der Ethologie bei. 1984 veröffentlichte er das erste Lehrbuch der Humanethologie („Die Biologie des menschlichen Verhaltens“, in 5. Auflage 2004), das 1989 in englischer Übersetzung erschien.
Im Rahmen eines Langzeitprojektes zur Erforschung menschlichen Verhaltens dokumentierte er in Film und Ton ungestellte soziale Interaktionen des Alltags, Rituale und andere Aktivitäten von Menschen in verschiedenen Kulturen, die er in regelmäßigen Abständen über einen Zeitraum von vierzig Jahren besuchte: die Kalahari-Buschleute (!Ko, G/wi und !Kung, Namibia und Botswana), die Himba (Namibia), die Yanomami (Oberer Orinoko, Venezuela), die Eipo (West-Neuguinea) und die Trobriand-Insulaner (Papua-Neuguinea). Die Dokumentation dieser bis heute fortgeführten Forschungen beherbergte bis 2014 das Humanethologische Filmarchiv in der Max-Planck-Gesellschaft, Andechs, seit Mitte 2014 die Senckenberg Gesellschaft für Naturforschung in Frankfurt. Insgesamt sind dort 350 Kilometer des analogen Filmmaterials von Eibl-Eibesfeldt archiviert.

## Menschliche Kommunikation und Kooperation

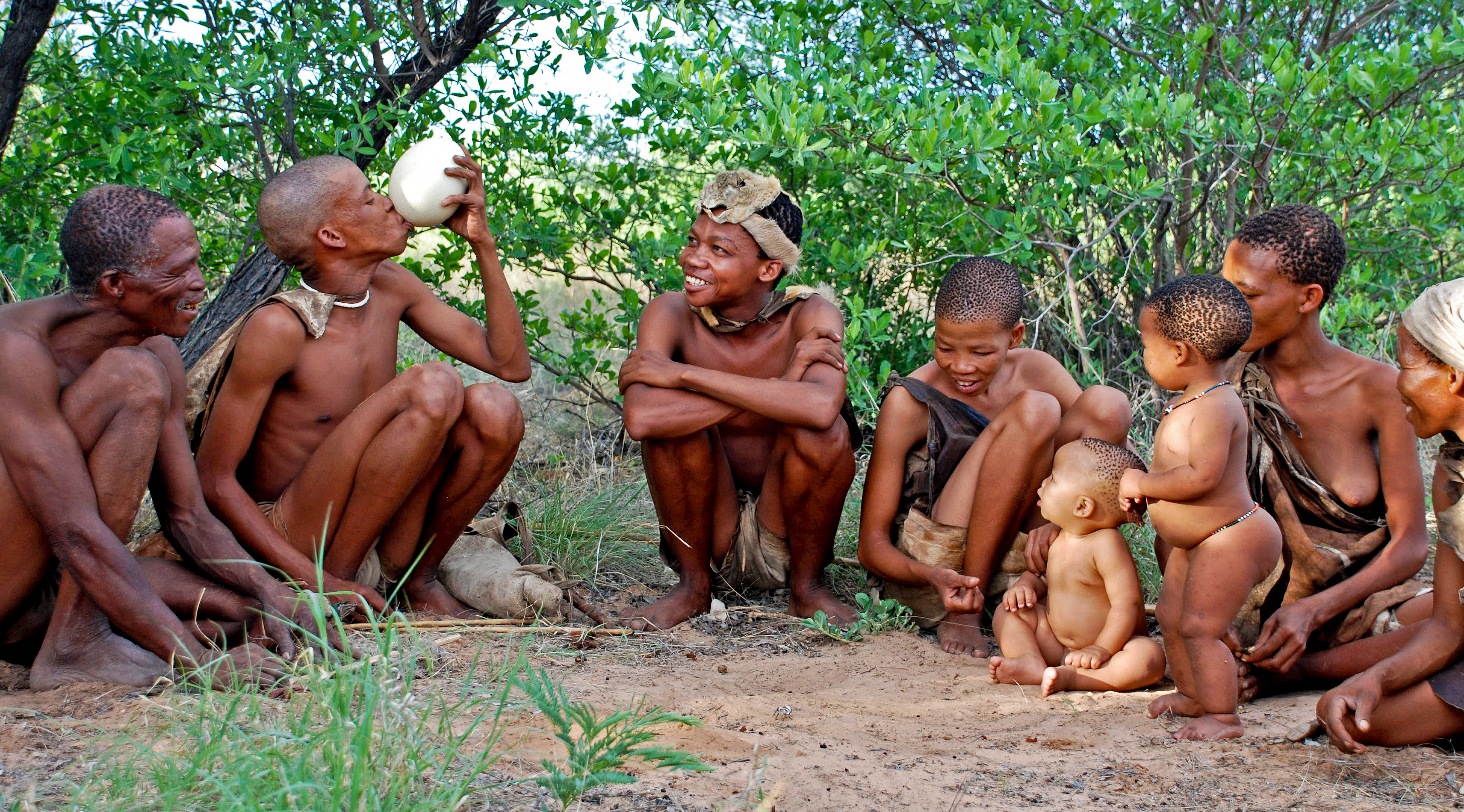
San-Gruppe im südlichen Afrika

Eibl-Eibesfeldt hatte sich bereits in seinen tierethologischen Forschungen auf Fragen der inner- und zwischenartlichen Kommunikation spezialisiert und auf die Verhaltensweisen, welche diese begleiten (z. B. Ritualisation). Von Anbeginn stand bei seinen humanethologischen Untersuchungen auch die nonverbale Kommunikation im Vordergrund. Über das mimische und gestische Verhaltensrepertoire hinaus trat dabei immer auch der Kontext der Situation ins Blickfeld, der eine soziale Deutung des Geschehens erlaubte und eine breitere thematische Perspektive eröffnete: Geben und Nehmen – die Kooperationsbereitschaft des Menschen – Tauschrituale, Grußrituale, Strukturen der Gemeinschaftsbildung, Familiarität und künstliche Verwandtschaftssysteme, Strategien der Konflikt- und Angstbewältigung und die soziale Rolle von Festen. Der Antagonismus von Rang- und Dominanzstreben einerseits sowie den Verhaltensweisen der Liebe und Fürsorglichkeit andererseits wurden dabei immer wieder als die Eckpfeiler des menschlichen Sozialverhaltens thematisiert. Vor allem die theoretische Verankerung der prosozialen Veranlagungen im phylogenetischen Erbe des Menschen stand im Widerspruch zu den damals gängigen sozialkritischen Theorien. Nach diesen stellten die Fähigkeiten zu Kooperation und Fürsorge allein das Ergebnis von Sozialisationsprozessen ohne Berücksichtigung biologischer Grundlagen dar.

## Kulturelle Einflüsse auf das menschliche Verhalten
Über das Verhalten hinaus sind daher auch die Themen menschliche Emotionalität, Konzepte der Wahrnehmung, Prozesse des Erkennens und der Bewusstseinsbildung Teile des Theorien- und Forschungsspektrums der Humanethologie. Der Schritt in eine Kulturethologie erwies sich von Anbeginn an als unvermeidlich. Viele der Ähnlichkeiten zwischen stammesgeschichtlicher und kultureller Ritualisierung sind Ergebnis ähnlicher Anforderungen seitens der Umwelt und damit im gleichen Sinne wirkender Selektionsdrucke (Analogie, Konvergenz). Bereits 1970 erschien „Liebe und Hass. Zur Naturgeschichte elementarer Verhaltensweisen“, 1975 „Krieg und Frieden aus der Sicht der Verhaltensforschung“. Beides sind heute noch Longseller und Klassiker der Verhaltensforschung.
Die Frage, wie sich auch beim Menschen unter kulturell veränderten Umweltbedingungen Verhaltensweisen durchsetzten und erhielten, die zu den phylogenetisch erworbenen zählen, beschäftigte Irenäus Eibl-Eibesfeldt bis in die Erforschung des modernen sozialen Verhaltens. Angepasstheit kann das Ergebnis stammesgeschichtlicher, kulturgeschichtlicher und individualgeschichtlicher Entwicklung sein. Wenn das Überleben einer Art über den Anpassungswert an ihre Umwelt definiert wird, stellt sich die Frage der Wirksamkeit von Selektionsdrucken. Dies entspricht einem evolutionsbiologischen Ansatz. Da der Informationserwerb über unsere Umwelt Wahrnehmungsprozesse mit einschließt, sind Anpassungen auch im Sinnesbereich zu berücksichtigen.
Die Aktionssysteme, die einem Verhalten zugrunde liegen, bedürfen zu ihrer Entstehung und dem Erwerb von Information eines längeren Zeitraumes, als für Lernprozesse nötig wäre. Dabei kann man die einem Verhalten zugrunde liegenden unmittelbaren (proximaten) Ursachen und Auslöser untersuchen, die das physiologische Zusammenspiel in Gang setzt, oder nach der (ultimaten) Funktion fragen, die ein Verhalten erfüllt.
Die kulturelle Evolution der Vergesellschaftung des Menschen zu größeren Verbänden brachte u. a. einen Beschleunigungsdruck mit sich, dem die Anpassungsfähigkeit des Menschen nur teilweise gewachsen war. Das Aufbauen auf älteren Strukturen des Ausdrucks- und Verhaltensrepertoires, die aus der langen Zeit stammt, in welcher der Mensch kulturell als Jäger und Sammler in Kleingruppen lebte, erwies sich als Vorteil. Die Emotionalität gehört dabei zu den ältesten Strukturen, an die das Verhalten des modernen Menschen andocken kann. Das Binde- und Fürsorgeverhalten ließ sich aus der Brutpflege – nach Irenäus Eibl-Eibesfeldt einer „Sternstunde“ der Verhaltensevolution – und die oft aggressive Gruppen-Identifikation aus der Familienverteidigung ableiten. Vieles erweist sich allerdings als archaischer Ballast mit Reliktcharakter.

## Universalien menschlichen Verhaltens
Was als Universalien-Forschung bezeichnet werden kann, betrifft damit sowohl das angeborene als auch Teile des kulturellen Verhaltens des Menschen: das Bedürfnis nach kultureller Besonderheit, Identifikation und Abgrenzung, Mythenbildung, Indoktrinierbarkeit auf Gruppenwerte und Ausbildung von Sonderformen ebenso wie die elementaren Emotionen und Verhaltensweisen der Angst, Freude und Trauer, Liebe und Hass. Sprach-, Spiel- und Flirtverhalten, Kleidersitten, Grußrituale, die erwähnten Tausch- und Verwandtschaftssysteme sowie Denkmalkultur und Symbolidentifikation gehörten von Anbeginn an und durch die Einbindung in entsprechende Fach- und Arbeitskreise verstärkt dazu. Es ging dabei immer um eine hinter den kulturellen Varianten erscheinende universelle Grammatik menschlichen Verhaltens. Die Zusammenarbeit mit Ethnologen, Medizinern, Linguisten, Psychologen und Kulturwissenschaftlern erwies sich dabei nicht nur als notwendig, sondern auch als höchst fruchtbar.
Ausführlich geht Eibl-Eibesfeldt in seiner Biologie des menschlichen Verhaltens auf universelle Verhaltensdispositionen ein. Viele dieser Dispositionen seien angeboren, schrieben aber nicht zwingend vor, wie im Einzelnen mit ihnen umzugehen ist, sondern würden kulturell unterschiedlich ausgedrückt und gewichtet. Zu den universellen Bedürfnissen bzw. Appetenzen des Menschen zählt er folgende:
1. Ernährung: Hunger, Durst

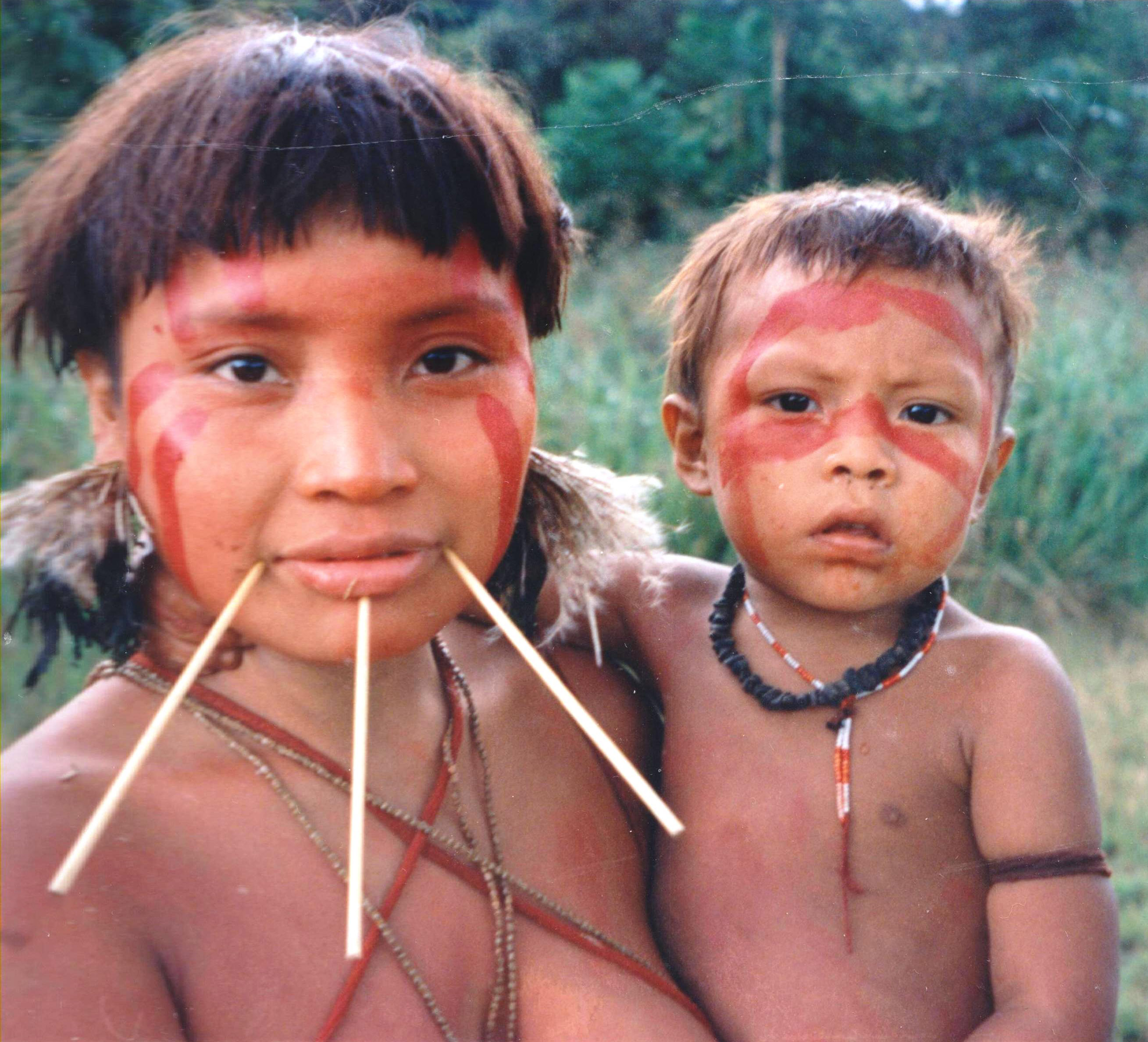
Fürsorglichkeit als universelle menschliche Verhaltensdisposition (Yanomami-Mutter und Kind in Venezuela)

2. Witterung: Schutz vor Hitze, Kälte, Regen, Wind, Sonne
3. Natur: Vorliebe für parkähnliche Landschaften mit Baumgruppen und freien Rasenflächen (Savannenbiotop), Bedürfnis nach Naturnähe, Pflanzenwuchs (Phytophilie), Sonne, fließende Gewässer, Höhlen, Klippen, Ausblicke, überschaubares Gelände
4. Territorialität: Bedürfnis nach territorialer Inbesitznahme eines Raumbezirkes und der Herstellung einer territorialen Bindung
5. Bewegung: Bedürfnis nach lokomotorischer Betätigung (Laufen, Schwimmen, Spazierengehen)
6. Geselligkeit: Nähe von Menschen suchen, Bedürfnis nach Kontakt und der Zugehörigkeit zu einer Gemeinschaft, aber auch die Neigung, Menschen zu meiden
7. Partnerbindung: Sexualtrieb, romantische Liebe
8. Fürsorge: Betreuung des Nachwuchses durch Eltern, Bedürfnis nach Geborgenheit
9. Macht: Streben nach Dominanz
10. Rang: Bedürfnis, Ansehen zu gewinnen aber auch Bereitschaft, sich notfalls zu unterwerfen, unterzuordnen oder Führung zu akzeptieren
11. Aggression: Appetenz zu kämpfen (primärer Trieb oder sekundär motiviert)
12. Neugier: Trieb zum Erkunden
13. Erregung: Suche nach Anreiz, Nahrung für die Phantasie, Bewährung im Risiko
14. Ruhe: Bedürfnis zum Abstandhalten, nach Privatheit, Entspannung

## Das Verhältnis von Verhalten und Kunst
Seit den frühen 1980er Jahren stand auch die bildliche Kommunikation im Fokus seines Interesses, das heißt die Verständigung über vom Menschen geschaffene Gebilde. Dazu gehört die Kunst. Das Kolloquium über die „Biologischen Grundlagen der Ästhetik“ (1979–1983), von der Reimers-Stiftung unterstützt, bot ein erstes Podium für die Zusammenarbeit mit Musikern, Künstlern, Architekten und Kunsthistorikern.

## Stadtethologie
Eine entscheidende Wendung nahm seine Forschung nochmals Ende der 1980er Jahre, als sich Irenäus Eibl-Eibesfeldt explizit der „Stadtethologie“ zuwandte. Die Frage, wie der Mensch mit seinen angeborenen Dispositionen in der modernen Lebenssituation umgeht, interessierte ihn schon seit der Beschäftigung mit archaischen Lebensgemeinschaften. Es entstand das Projekt zur Wohnzufriedenheit in Zusammenarbeit mit Wiener Architekten und Soziologen. Dank neuer Mitarbeiter und Institutionen war er in der Lage, sich den Themen mit modernen Methoden zu widmen. Gemeinsam mit seinem Schüler Karl Grammer gründete er 1991 das Ludwig-Boltzmann-Institut für Stadtethologie, das dem Fachbereich Anthropologie der Universität Wien angegliedert wurde. Dadurch angeregt wurde auch das Projekt zum Verhalten auf öffentlichen Plätzen. Hier steht vor allem die neue Situation des Lebens in der anonymen Großstadt im Mittelpunkt des Interesses: Wie geht der Mensch, der seine Evolution erfolgreich in Kleinverbänden vollzogen hat – wo jeder jeden kannte – mit den Bedingungen einer Großgesellschaft um, wo es gilt, neue Formen einer Solidargemeinschaft aufzubauen? Dies kann gelingen, indem das Ethos der Kleingruppe auf die Großgemeinschaft übertragen und der Mitbürger zum „Bruder“ oder zur „Schwester“ innerhalb eines neuen Bundes („Vater Staat“) wird. Ein Weg führt dabei über die Symbolidentifikation.

## Wissenschaftstheorie und Methoden

Irenäus Eibl-Eibesfeldt im Jahr 2001

Erkenntnistheoretische Basis der Humanethologie sind der Kritische Realismus und die moderne Evolutionstheorie. Bereits Charles Darwin wies 1872 in Der Ausdruck der Gemütsbewegungen bei dem Menschen und den Tieren auf Universalien in der menschlichen Mimik hin, ferner auf einige Homologien in der Mimik von Schimpanse und Mensch.
Parallelen zwischen der natürlichen und kulturellen Evolution können in Form von Analogien gefasst werden. Dabei spielt der Gedanke einer Ähnlichkeit von Verläufen aufgrund ähnlicher Selektionsbedingungen (Konvergenz) eine Rolle. Nicht an die Kopie der Naturgeschichte durch die Kulturgeschichte des Menschen ist zu denken, sondern an ähnliche Verläufe aufgrund gemeinsamer Bedingungen. Die Fragen nach Funktion und Werdegang lassen sich für kulturelle Verhaltensmuster ebenso stellen wie für phylogenetische.
Methodisch übernimmt die Humanethologie die in der Ethologie bewährten Verfahrensweisen, aus Feldbeobachtungen statistisch auswertbare Datensätze zu erstellen (Dokumentation und Beschreibung), eine vergleichend morphologische Betrachtungsweise sowie experimentelle Ansätze. Drei Untersuchungsfelder erwiesen sich als besonders relevant: die Erforschung von Menschen im frühen Kindesalter, von Kindern mit Erfahrungsdeprivation (Blinde, Taubblinde) und des menschlichen Sozialverhaltens im Kulturenvergleich. Dabei standen die filmische Dokumentation und ihre Analyse im Vordergrund. Methodisch hat die Humanethologie auch mit vielen Nachbardisziplinen gleichgezogen, vor allem, was das statistische Auswerten des Datenmaterials betrifft.

## Kritik

### Instrumentalisierung seiner Arbeiten
Eibl-Eibesfeldt ist als führender Verhaltensforscher anerkannt; zugleich wird ihm von Josef Berghold vorgeworfen, „seine Thesen zur Unterstützung fremdenfeindlicher Ideologien“ instrumentalisieren zu lassen.

### Biologischer Reduktionismus
Im Mittelpunkt der Kritik steht Eibl-Eibesfeldts Überzeugung, Erkenntnisse aus der Verhaltensforschung an Tieren ließen sich teilweise auf die Menschen übertragen. Wie allen Verhaltensforschern, Soziobiologen und Evolutionspsychologen wird ihm vorgeworfen, anthropologische Begründungen für menschliche Verhaltensweisen und somit einen biologischen Reduktionismus zu vertreten.

### These der angeborenen Fremdenfurcht
Außerdem wird kritisiert, er postuliere eine dem Menschen angeborene Fremdenfurcht. Marielouise Jurreit bezeichnete 1989 Eibl-Eibesfeldts Thesen von der den Menschen angeborenen „Fremdenfeindlichkeit“ als „chauvinistisch“. Dem ist entgegenzuhalten, dass Eibl-Eibesfeldt seit Mitte der 1990er-Jahre nicht mehr von einer angeborenen Fremdenfurcht, sondern einer angeborenen Fremdenscheu spricht. Diese stehe in einer Ambivalenz zum ebenfalls angeborenen Neugierverhalten. Ob sich ein Mensch nun einer ihm fremden Kultur mit Scheu oder mit Neugier nähere, sei von den gesellschaftlichen Rahmenbedingungen abhängig.

### Recht von Ethnien auf eine eigene Identität
Eibl-Eibesfeldt wurde auch zum Vorwurf gemacht, sich für das Recht von Ethnien auf eine eigene Identität auszusprechen. Als Mitglied der Gesellschaft für bedrohte Völker verfocht er dieses Recht für jede Population oder Gruppe, seien es Ethnien des Regenwaldes in Venezuela oder San-Ethnien Botswanas wie auch europäische. Zugehörigkeiten zu einer solchen sind nach Eibl-Eibesfeldt wohl oft soziale Konstrukte, erfüllen aber die Funktion eines evolutiven Schrittmachers, da Angehörige von sozialen Gruppen sich nicht nur von sich aus mit einer solchen identifizieren, sondern auch meist untereinander heiraten. In der nationalrevolutionären beziehungsweise neurechten Zeitschrift Wir selbst hat Eibl-Eibesfeldt 1998 den Artikel „Warum wir die Natur lieben und dennoch zerstören“ verfasst.
1998 lieferte Eibl-Eibesfeldt manchen Kritikern neuen Anlass für Vorwürfe, als er sich in seinem Buch In der Falle des Kurzzeitdenkens „im Interesse der Erhaltung des Friedens“ unter anderem darum sorgte, dass „die Politiker einer Hilfe leistenden Gemeinschaft die Identität ihrer politischen Gemeinschaft“ nehmen könnten: „Das macht eine Begrenzung der Immigration aus kulturell und anthropologisch ferner stehenden Populationen notwendig.“

## Auszeichnungen (Auswahl)
- 1971 Goldene Bölsche-Medaille der Kosmos-Gesellschaft für Verdienste um die Verbreitung naturwissenschaftlicher Erkenntnisse
- 1981 Burda-Preis für Kommunikationsforschung
- 1988 Philip Morris Forschungspreis
- 1989 Ehrenmedaille der Bundeshauptstadt Wien in Gold
- 1994 Verleihung der Ehrendoktorwürde für Philosophie der Universität Salamanca, Spanien
- 1995 Großes Verdienstkreuz des Verdienstordens der Bundesrepublik Deutschland
- 1996 Nationalparklibelle in Gold mit Rubinen und Brillanten für außerordentliche Verdienste um den internationalen Naturschutz, verliehen vom Naturhistorischen Museum / Wien und der Nationalpark-Akademie Donauauen / Wien
- 1996 Schwenk’scher Umweltpreis der Stadt Ebersberg
- 1997 Goldmedaille der Dres. Haackert-Stiftung, verliehen für hervorragende Verdienste um die Erforschung des menschlichen Verhaltens
- 1997 Bayerischer Verdienstorden
- 1997 Jahrespreis der Stiftung für Abendländische Besinnung (STAB) aus Zürich.
- 1998 Österreichisches Ehrenkreuz für Wissenschaft und Kunst I. Klasse
- 1998 Werner und Inge Grüter-Preis für Wissenschaftsvermittlung für Verdienste um die Meeresbiologie und Riffforschung
- 1999 Premios Cátedra Santiago Grisolía für die Verdienste um die Erforschung der Ethologie des Menschen und der Aggressivität
- 2001 Ehrenpreis der Heinz-Sielmann-Stiftung für den Einsatz für den Naturschutz, vor allem auf den Galápagos-Inseln
- 2003 Goldenes Ehrenzeichen für Verdienste um das Land Wien
- 2005 Verleihung der Ehrendoktorwürde für Psychologie der Universität Bologna, Italien
- 2007 Verdienstorden der Republik Ecuador (Orden Nacional Al Mérito de la Republica del Ecuador), Kommandeurkreuz, verliehen von der Charles Darwin Foundation, Ecuador[42]
- 2011 Premio Nonino, Kulturpreis (Percoto, Italien), für seine humanethologische Forschung

## Schriften (Auswahl)
Ein umfassendes Schriftenverzeichnis (1947–2008) befindet sich auf den Webseiten des Max-Planck-Instituts für biologische Intelligenz, siehe: Publikationen von Irenäus Eibl-Eibesfeldt (zuletzt abgerufen am 17. Februar 2023).
- Paarungsbiologie der Erdkröte (Bufo bufo L.). Wien 1949, Permalink, (Dissertation Universität Wien 1949, 55 Seiten (Universitätsbibliothek Wien, Hauptbibliothek: AV04483914)).
  - Reichsstelle für den Unterrichtsfilm Berlin (Hrsg.): Paarungsbiologie der Anuren: Grasfrosch, Erdkröte, Laubfrosch, Wasserfrosch, von Irenäus Eibl-Eibesfeldt (= Veröffentlichungen der Reichsstelle für den Unterrichtsfilm Teil: Nr C 628). Institut für den wissenschaftlichen Film, Göttingen 1954, DNB 364222174 (13 Seiten, 5 Abbildungen).
- Angeborenes und Erworbenes im Verhalten einiger Säuger. In: Zeitschrift für Tierpsychologie. Band 20, 1963, Heft 6, S. 705–754, München 1963, DNB 481952578 (Habilitationsschrift Universität München, Naturwissenschaftliche Fakultät, 11. Juni 1963, 49 Seiten).
- Galápagos: Die Arche Noah im Pazifik. Piper, München 1960. (Aktualisierte Taschenbuchausgabe. Serie Piper, Band 1232, Zweite Auflage. Piper, München 1977, ISBN 3-492-21232-8).
- Im Reich der tausend Atolle: Als Tierpsychologe in den Korallenriffen der Malediven und Nikobaren. Piper, München 1964; Taschenbuchausgabe: dtv 769, München 1971, ISBN 3-423-00769-9.
- Stammesgeschichtliche Anpassungen im Verhalten des Menschen. In: Hans-Georg Gadamer, Paul Vogler (Hrsg.): Neue Anthropologie. Band 2: Biologische Anthropologie, Teil 2. dtv, München 1972. S. 3–59.
- Grundriß der vergleichenden Verhaltensforschung. Piper, München 1967; 8., überarbeitete Auflage. Genehmigte Sonderausgabe, Blank Media, München 2004, ISBN 3-937501-02-9.
- Liebe und Haß. Zur Naturgeschichte elementarer Verhaltensweisen. Piper, München 1970; Erweiterte Taschenbuchausgabe (= Serie Piper, Band 113), 12. Auflage. Piper, München 1998, ISBN 3-492-20113-X.
- Die ǃKo-Buschmann-Gesellschaft. Gruppenbindung und Aggressionskontrolle bei einem Jäger- und Sammlervolk. Monographien zur Humanethologie, Band 1, ZDB-ID 184306-0. Piper, Köln 1972, ISBN 3-492-01948-X.
- Der vorprogrammierte Mensch. Das Ererbte als bestimmender Faktor im menschlichen Verhalten. Molden, Wien/Zürich/München 1973, ISBN 3-217-00568-6.
- Krieg und Frieden aus der Sicht der Verhaltensforschung. Piper, München 1975, ISBN 3-492-02118-2.
- Menschenforschung auf neuen Wegen: Die naturwissenschaftliche Betrachtung kultureller Verhaltensweisen. Molden, Wien u. a. 1976, ISBN 3-217-00622-4.
- Die Biologie des menschlichen Verhaltens. Grundriß der Humanethologie. Piper, München 1984, ISBN 3-492-02687-7.
- Der Mensch, das riskierte Wesen. Zur Naturgeschichte menschlicher Unvernunft. Piper, München 1988, ISBN 3-492-03014-9.
- Und grün des Lebens goldner Baum. Erfahrungen eines Naturforschers. Kiepenheuer & Witsch, Köln 1992, ISBN 3-462-02231-8.
- Christa Sütterlin: Im Banne der Angst. Zur Natur- und Kunstgeschichte menschlicher Abwehrsymbolik. Piper, München u. a. 1992, ISBN 3-492-03387-3.
- Wider die Mißtrauensgesellschaft. Streitschrift für eine bessere Zukunft. Piper, München 1994, ISBN 3-492-03682-1.
- In der Falle des Kurzzeitdenkens. Piper, München 1998, ISBN 3-492-03315-6.
- Gabriele Herzog-Schröder, Marie-Claude Matteí-Müller: Yanomami. Humanethologische Begleitpublikationen. Publikationen zu wissenschaftlichen Filmen, Ethnologie, Sonderband 10.2001, ZDB-ID 2023072-2. Institut für den Wissenschaftlichen Film, Göttingen 2001, ISBN 3-88222-080-5.
- Christa Sütterlin: Weltsprache Kunst. Zur Natur- und Kunstgeschichte bildlicher Kommunikation. Brandstätter, Wien 2007, ISBN 978-3-85033-093-0.
- Was ist Leben? Entstehung – Erforschung – Erhaltung. Antal-Festetics-Festschrift. Neumann-Neudamm, Melsungen 2010, ISBN 978-3-7888-1355-0.
- Sternstunden der Verhaltensevolution. In: Michael Kaasch (Hrsg.), Joachim Kaasch (Hrsg.): Das Werden des Lebendigen. Beiträge zur 18. Jahrestagung der Deutschen Gesellschaft für Geschichte und Theorie der Biologie e. V. (DGGTB) in Halle (Saale) 2009. Verhandlungen zur Geschichte und Theorie der Biologie, Band 16, ZDB-ID 1461546-0. VWB (Verlag für Wissenschaft und Bildung), Berlin 2010, ISBN 978-3-86135-396-6, S. 29–52.

## Belege
1. ↑  Irenäus Eibl-Eibesfeldt gestorben. In: orf.at. 2. Juni 2018, zuletzt abgerufen am 1. Juni 2022.
2. ↑  Irenäus Eibl-Eibesfeldt: „Fishy, Fishy, Fishy.“ Autobiographical Sketches. In: Donald A. Dewsbury: Studying Animal Behavior. University of Chicago Press, Chicago und London 1985, S. 69–74, ISBN 0-226-14410-0.
3. ↑  Irenäus Eibl-Eibesfeldt: „Fishy, Fishy, Fishy.“ S. 74.
4. ↑  Irenäus Eibl-Eibesfeldt: Paarungsbiologie der Erdkröte (Bufo bufo L.). Dissertation. Universität Wien, Wien 1949.
Irenäus Eibl-Eibesfeldt: Ein Beitrag zur Paarungsbiologie der Erdkröte (Bufo bufo L.). In: Behaviour. Band 2, 1950, S. 217–236.
5. ↑  Irenäus Eibl-Eibesfeldt: Über die Jugendentwicklung des Verhaltens eines männlichen Dachses (Meles meles L.) unter besonderer Berücksichtigung des Spieles. In: Zeitschrift für Tierpsychologie. Band 7, Nr. 3, 1950, S. 327–355, doi:10.1111/j.1439-0310.1950.tb01629.x.
6. ↑  Irenäus Eibl-Eibesfeldt: Beiträge zur Biologie der Haus- und der Ährenmaus nebst einigen Beobachtungen an anderen Nagern. In: Zeitschrift für Tierpsychologie. Band 7, Nr. 4, 1950, S. 558–587, doi:10.1111/j.1439-0310.1950.tb01638.x.
7. ↑  Irenäus Eibl-Eibesfeldt: „Fishy, Fishy, Fishy.“ S. 76.
8. ↑  Konrad Lorenz: Die Naturwissenschaft vom Menschen. Eine Einführung in die vergleichende Verhaltensforschung. Das ‚Russische Manuskript‘ (1944–1948). Piper, München und Zürich 1992, ISBN 3-492-03082-3.
9. ↑  Klaus Taschwer und Benedikt Föger: Konrad Lorenz. Biographie. Zsolnay, Wien 2003, S. 147–149, ISBN 3-552-05282-8.
10. ↑  Galapagos braucht weiterhin Schutz. Interview mit Irenäus Eibl-Eibesfeldt. In: Süddeutsche Zeitung. 7. April 2007, Abt. Wissenschaft, S. 24.
11. ↑  Michael Globig: Die Rettung der Arche Noah. (Memento vom 2. Mai 2011 im Internet Archive). Im Original publiziert in MaxPlanckForschung. Nr. 3, 2007, S. 58–59 (PDF; 325 kB).
12. ↑  Prof. Dr. Irenäus Eibl-Eibesfeldt auf dem Webserver der Leopoldina.
13. ↑  Institut Erling schließt. In: Münchner Merkur. 9. Januar 2014.
14. ↑  Traueranzeige. Auf: sueddeutsche.de, zuletzt abgerufen am 18. Juni 2022.
15. ↑  Siehe Irenäus Eibl-Eibesfeldt: Die Biologie des menschlichen Verhaltens. Grundriß der Humanethologie. Piper, München 1984, S. 597 ff.; ferner Irenäus Eibl-Eibesfeldt: Liebe und Haß. Zur Naturgeschichte elementarer Verhaltensweisen. 7. Auflage. Piper, München 1976, S. 28–30.
16. ↑  Widmar Puhl: Kultur als Schicksal: Irenäus Eibl-Eibesfeldt und die Humanethologie. In: SWR 2. Südwestrundfunk, 8. Mai 2018, abgerufen am 1. Juni 2022.
17. ↑  H. Sbrzesny: Die Spiele der !Ko-Buschleute (= Monographien zur Humanethologie. Band 2). Piper, München 1976.
18. ↑  K. Grammer: Human courtship behavior: Biological basis and cognitive processing. In: A. Rasa, C. Vogel, E. Voland (Hrsg.): The Sociobiology of Sexual and Reproductive Strategies. Chapman and Hall, London 1976, S. 147–169.
19. ↑  Ch. Tramitz: Irren ist männlich. Weibliche Körpersprache und ihre Wirkung auf Männer. Bertelsmann, München 1993.
20. ↑  I. Eibl-Eibesfeldt: Elementare Interaktionsstrategien und sprachliches Handeln. In: M. Liedtke (Hrsg.): Zur Evolution von Kommunikation und Sprache – Ausdruck, Mitteilung, Darstellung. (= Matreier Gespräche. Schriftenreihe der Forschungsgemeinschaft Wilhelminenberg). Austria Medien Service, Graz 1998, S. 9–35.
21. ↑  I. Eibl-Eibesfeldt: Das Lied im Dienste der Wertevermittlung und Indoktrination. In: M. Liedtke (Hrsg.): Ton, Gesang, Musik – Natur- und kulturgeschichtliche Aspekte (= Matreier Gespräche. Schriftenreihe der Forschungsgemeinschaft Wilhelminenberg). Austria Medien Service, Graz 1999, S. 258–267.
22. ↑  I. Eibl-Eibesfeldt, Ch. Sütterlin: Das Bartweisen als apotropäischer Gestus. In: Homo. 36 (4), 1985, S. 241–250.
23. ↑  I. Eibl-Eibesfeldt, W. Schiefenhövel, V. Heeschen: Kommunikation bei den Eipo. Eine humanethologische Bestandesaufnahme. Dietrich Reimer, Berlin 1989.
24. ↑  Ingrid Bell-Krannhals: Haben um zu geben. Eigentum und Besitz auf den Trobriand Inseln, Papua New Guinea (= Basler Beiträge zur Ethnologie. Band 31). Basel 1990, ISBN 3-85977-184-1.
25. ↑  I. Eibl-Eibesfeldt: Die Biologie des menschlichen Verhaltens. Grundriß der Humanethologie. 5. Auflage. BuchVertrieb Blank GmbH, Vierkirchen-Pasenbach 2004, S. 126, 481.
26. ↑  I. Eibl-Eibesfeldt: Die Biologie des menschlichen Verhaltens. Grundriß der Humanethologie. 5. Auflage. BuchVertrieb Blank GmbH, Vierkirchen-Pasenbach 2004, S. 105 (Ernährung); 876 (Witterung); 830, 878 (Natur); 455, 856, 859 (Territorialität); 107, 868 (Bewegung); 252 ff., 848, 857 (Geselligkeit); 102, 345, 363 (Partnerbindung); 233, 236, 424, 852 (Fürsorge); 410, 424, 431, 446 (Macht); 126, 422, 436 f., 445 (Rang); 106, 535, 543 (Aggression); 365, 874 (Neugier); 106 (Erregung); 475 ff. (Ruhe).
27. ↑  I. Eibl-Eibesfeldt: The Biological Foundation of Aesthetics. In: I. Rentschler, B. Herzberger, D. Epstein (Hrsg.): Beauty and the Brain. Biological Aspects of Aesthetics. Birkhäuser, Basel/Boston 1988.
28. ↑  I. Eibl-Eibesfeldt, Ch. Sütterlin: Im Banne der Angst. Zur Natur- und Kunstgeschichte menschlicher Abwehrsymbolik. Piper, München 1992.
29. ↑  I. Eibl-Eibesfeldt, C. Sütterlin: Weltsprache Kunst. Zur Natur- und Kunstgeschichte bildlicher Kommunikation. Brandstätter, Wien 2007, ISBN 978-3-85033-093-0.
30. ↑  I. Eibl-Eibesfeldt, H. Hass, K. Freisitzer, E. Gehmacher, H. Glück: Stadt und Lebensqualität. DVA/ÖVB, Stuttgart/Wien 1985.
31. ↑  K. Atzwanger: Lebensraum Straße: Aspekte menschlicher Gehgeschwindigkeit. In: Zolltexte. Zeitschrift der österreichischen LandschaftsplanerInnen und LandschaftsökologInnen. 5, 1995, S. 19–21.
32. ↑  M. Butovskaya, F. Salter, I. Diakonov, A. Smirnov:: Urban begging and ethnic nepotism in Russia. In: Human Nature. 11 (2), 2000, S. 157–182.
33. ↑  K. Atzwanger, K. Schäfer, K. Kruck, C. Sütterlin: Wohlbefinden und Kooperation im öffentlichen Raum. Eine humanethologische Feldstudie. In: Report Psychologie. 5, 1998, S. 450–455.
34. ↑  Josef Berghold: Feindbilder und Verständigung: Grundfragen der politischen Psychologie. Wiesbaden 2005, S. 151.
35. ↑  Irenäus Eibl-Eibesfeldt: Zur Problematik einer multiethnischen Immigrationsgesellschaft. Überlegungen zu Xenophobie und Territorialität. In: Wilhelm Ockenfels (Hrsg.): Problemfall Völkerwanderung. Migration – Asyl – Integration. Veröffentlichung der Internationalen Stiftung HUMANUM, München 1994, S. 37–61.
36. 1 2  Irenäus Eibl-Eibesfeldt: Fremdenfurcht und Ausgrenzung. In: Magazin der Süddeutschen Zeitung. Ausgabe 9, 1992, S. 52.
37. ↑  Irenäus Eibl-Eibesfeldt: Die Biologie des menschlichen Verhaltens. Grundriß der Humanethologie. Piper, München 1984, S. 223 und S. 476.
38. ↑  Ingo Loose: „Ein feste Burg …“. Wie eine Süddeutsche Zeitung das Hohelied von der »Festung Europa« singt (= DISS-Texte. Band 26). Duisburg 1993, S. 11. Vgl. dazu auch die Anmerkung des DISS: „Die Analyse eines Artikels des Verhaltensforschers Irenäus Eibl-Eibesfeldt aus dem Magazin der Süddeutschen Zeitung zeigt, auf welche Weise vorhandene Feindseligkeiten Ausländern gegenüber zu ‚archaischen Abwehrreaktionen‘ gemacht werden, die zur Verteidigung des Lebensraumes unvermeidlich seien.“ (Online).
39. ↑  Marielouise Janssen-Jurreit: Kampf der Wiegen unausweichlich. In: Der Spiegel. Nr. 6, 1989, S. 197–200 (online). Zitat: „Ob Eibl-Eibesfeldt seine chauvinistischen Thesen von der angeborenen Fremdenfeindlichkeit zu Ende bedacht hat, darf bezweifelt werden.“
40. ↑  Warum wir die Natur lieben und dennoch zerstören. In: Wir selbst. Nr. 1/1998, S. 12 ff., Inhaltsübersicht.
41. ↑  In der Falle des Kurzzeitdenkens. München 1998, S. 182.
42. ↑  Verstorben: Prof. Dr. I. Eibl-Eibesfeldt. Abgerufen am 1. Juni 2022 (englisch).

| Personendaten    | Personendaten                                                                                        |
| ---------------- | --- |
| NAME             | Eibl-Eibesfeldt, Irenäus                                                                             |
| KURZBESCHREIBUNG | österreichischer Zoologe, Evolutionsbiologe, Verhaltensforscher und Gründer des Fachs Humanethologie |
| GEBURTSDATUM     | 15. Juni 1928                                                                                        |
| GEBURTSORT       | Wien-Döbling                                                                                         |
| STERBEDATUM      | 2. Juni 2018                                                                                         |
| STERBEORT        | Starnberg                                                                                            |